# 高知県立埋蔵文化財センター
高知県立埋蔵文化財センター（こうちけんりつまいぞうぶんかざいセンター）は、高知県南国市篠原にある埋蔵文化財センター。考古学博物館の機能を備え、県内遺跡から出土した遺物の展示を行っている。高知県立埋蔵文化財センターの設置及び管理に関する条例（平成17年高知県条例第55号）の規定により公益財団法人高知県文化財団が指定管理者となっている。

## 概要
1990年（平成2年）3月に、県の文化事業を所管する団体として「財団法人高知県文化財団」が設立された。組織内に埋蔵文化財センターの準備室が置かれ、翌年の1991年（平成3年）4月1日に設立された。2012年（平成24年）4月1日には公益財団法人に移行した。

## 事業・活動
国や高知県が事業主となる開発事業において、工場範囲内に所在する周知の埋蔵文化財包蔵地（遺跡）の発掘調査を実施し、遺跡を記録保存することを主要事業としている。発掘調査現場終了後には出土遺物と遺構の記録類の整理作業を行い、発掘調査報告書を発行する。
また埋蔵文化財保護に関する普及・啓発活動も行っており、調査で出土した遺物を保管・収蔵し研究するほか、本部1階の展示室で出土遺物・遺構をテーマとした定期的な企画展を開催する。
2006年（平成18年）度からは複数の県立施設の指定管理者を受託し、施設運営や広報・普及事業をも行っている。

### キャラクター
- 文蔵くん・まいちゃん:土佐市の居徳遺跡群[4]から出土した縄文時代晩期の土偶をモデルとするキャラクター。出土品としては1体の土偶であるが、キャラクター化にあたり1体では可哀想だとして男女ペアとなった[5]。